# ستيفان ارسينيفيتش
ستيفان ارسينيفيتش (بالصربية: Стефан Арсенијевић)‏ (و. 1977 – م) هو مخرج سينمائي، وكاتب سيناريو من صربيا . ولد في بلغراد.

## روابط خارجية
- ستيفان ارسينيفيتش على موقع IMDb (الإنجليزية)
- ستيفان ارسينيفيتش على موقع ألو سيني (الفرنسية)
- ستيفان ارسينيفيتش على موقع أول موفي (الإنجليزية)
- ستيفان ارسينيفيتش على موقع قاعدة بيانات الفيلم (الإنجليزية)
- ستيفان ارسينيفيتش على موقع كينوبويسك (الروسية)